# Gmina związkowa Kyllburg
Gmina związkowa Kyllburg (niem. Verbandsgemeinde Kyllburg) – dawna gmina związkowa w Niemczech, w kraju związkowym Nadrenia-Palatynat, w powiecie Eifel Bitburg-Prüm. Siedziba gminy związkowej znajdowała się w mieście Kyllburg. 1 lipca 2014 gmina związkowa została połączona z gminą związkową Bitburg-Land i utworzyła gminę związkową Bitburger Land.

## Podział administracyjny
Gmina związkowa zrzeszała 21 gmin, w tym jedną gminę miejską (Stadt) oraz 20 gmin wiejskich:
1. Badem
2. Balesfeld
3. Burbach
4. Etteldorf
5. Gindorf
6. Gransdorf
7. Kyllburg
8. Kyllburgweiler
9. Malberg
10. Malbergweich
11. Neidenbach
12. Neuheilenbach
13. Oberkail
14. Orsfeld
15. Pickließem
16. Sankt Thomas
17. Seinsfeld
18. Steinborn
19. Usch
20. Wilsecker
21. Zendscheid